# Гилман, Альфред
Альфред Гудман Ги́лман (англ. Alfred Goodman Gilman; 1 июля 1941, Нью-Хейвен, Коннектикут, США — 23 декабря 2015 года) — американский учёный, профессор фармакологии Юго-западного медицинского центра Техасского университета в Далласе. В 1994 году вместе с Мартином Родбеллом получил Нобелевскую премию по физиологии и медицине.
Член Национальной академии наук США (1985).

## Биография
Родился в Нью-Хейвене (Коннектикут). Его отец Альфред Гилман, преподававший в медицинской школе Йельского университета, вместе с Луисом Гудманом выпустил в том же 1941 году учебник для студентов «Фармакологические основы терапии» (Впоследствии учебник многократно переиздавался и редактировался в том числе и Гилманом-младшим. Это самый известный учебник по фармакологии для студентов медицинских школ). В честь своего соавтора Альфред Гилман и назвал родившегося сына Альфред Гудман Гилман. Сам Гилман вспоминал, что его друг Майкл Браун шутил, что тот — «…единственный человек, названный в честь учебника».
Закончил Йельский университет в 1962 году и после непродолжительной работы в лаборатории Аллена Конни в Нью-Йорке поступил в аспирантуру в   Кейсовский университет Западного резервного района (Кливленд (Огайо)), где занимался изучением цАМФ. В 1971 году Гилман стал доцентом фармакологии в Университете Вирджинии в Шарлотсвилле, в 1977 году профессором. В 1981 году получил должность заведующего отделом фармакологии в Юго-западном медицинском центре Техасского университета в Далласе. После выхода на пенсию в 2009 году был назначен главным научным сотрудником Техасского научно-исследовательского института профилактики рака. Ушел в отставку в 2012 году.

## Награды
- 1975 — Премия Джона Абеля[англ.]
- 1984 — Международная премия Гайрднера (совместно с Мартином Родбеллом), «For elucidating the mechanism by which peptide hormones act across cell membranes to influence cell function»[2]
- 1987 — Richard Lounsbery Award[англ.] (совместно с Мартином Родбеллом), «For their discoveries regarding the proteins and mechanisms that mediate cellular responses to the binding of ligands to cell surface receptors»
- 1989 — Премия Альберта Ласкера за фундаментальные медицинские исследования, «For the discovery that G-proteins carry signals that regulate vital processes within cells»[3]
- 1989 — Премия Луизы Гросс Хорвиц
- 1994 — Нобелевская премия по физиологии и медицине, «За открытие G-белков и роли этих белков в сигнальной трансдукции в клетке»

## Общественная деятельность
В 2016 году подписал письмо с призывом к Greenpeace, Организации Объединенных Наций и правительствам всего мира прекратить борьбу с генетически модифицированными организмами (ГМО) .